# Сяодянь
Сяодя́нь (кит. упр. 小店, пиньинь Xiǎodiàn) — район городского подчинения городского округа Тайюань провинции Шаньси (КНР).

## История
В 1970 году из Пригородного района (郊区) Тайюаня был выделен Южный Пригородный район (南郊区).
В 1997 году было произведено изменение административно-территориального деления Тайюаня, и на основе Южного Пригородного района, а также части земель бывшего района Наньчэн (南城区, букв. «Южный город») в 1998 году был образован район Сяодянь.

## Административное деление
Район делится на 7 уличных комитетов, 1 посёлок и 2 волости.